# Археологічні пам'ятки УРСР
«Археологі́чні па́м'ятки УРСР» — серія видань Інституту археології АН УРСР (нині НАН України), що висвітлювали результати польових (експедиційних) археологічних досліджень в Україні після Другої світової війни і висвітлювали пам'ятки від раннього палеоліту до Київської Русі включно.
Видано 13 томів (Київ, 1949—63). Пам'яткам найдавнішого минулого: палеоліт, неоліт, мідна доба, бронзова доба, скіфо-сарматський час ( — присвячені томи 2, 4, 6; вивченню Античних держав Північного Причорномор'я та міст Криму — 7, 11, 13; дослідженню пам'яток слов'ян давніх і часів Київ. Русі — 1, 3, 5; розкопкам в районі новобудов — 8, 9. Дали змогу по новому уявити особливості розвитку стародавнього населення України, стали основою для наукових узагальнень історичної та археологічної науки.